# FACES PLACES
「FACES PLACES」（フェイセス・プレイセス）は、globeの9枚目のシングル。1997年3月5日にavex globeから発売された。

## 解説
トリプルミリオンセラーとなった2作目のアルバム『FACES PLACES』の先行シングルとして発売され、銀座ジュエリーマキ「エステートツインジュエリー」CMソングに起用された。
ミュージックビデオはレコーディング風景や台湾でのプロモーション活動の様子がまとめられたものとなっている。
小室哲哉が作曲した全楽曲の中で最もハイトーンな曲であり、裏声を一切使用しない地声でのKEIKOの限界声域を用いているため、本人も体調が万全な状態でなければ歌えないという。
小室がギターを弾いていたら「C-G-C-G」から「Bm-F#m-Bm-F#m」と鍵盤では絶対使わないコード進行に計算無しで自然に行き着いた。
歌詞中に出てくる年号（1970年、1981年、1984年、1994年、1997年）について小室は2015年にTwitterで「全部僕の大事な年号」と発言している。
その後インタビューで「大事な」理由を発言した。
- 1970年 - 大阪万博（冨田勲・シンセサイザー・マルチモニターの存在を知る）。
- 1981年 - SPEEDWAYに加入。
- 1984年 - TM NETWORKデビュー。
- 1994年 - TMN活動終了。自分のプロデュースワークの始まり。
- 1997年 - 精神的なスイッチングの年

1999年発売のリミックスアルバム『FIRST REPRODUCTS』収録のライブバージョンでは最後の年号を「In 1999」に置き換えた。2005年、iTunes向けに配信された『iTunes Originals』では同様に「In 2005」と歌われており、2015年の『Remode 1』でもこのボーカルが用いられている。
2016年には「MUSIC VIDEOドラマプロジェクト」で本曲をモチーフにしたMVドラマが制作され、新川優愛が主演した。

## 収録曲
| 全作詞: 小室哲哉・MARC、全作曲・編曲: 小室哲哉。 |                                       |                  |            |      |
| #                                                | タイトル                              | 作詞             | 作曲・編曲 | 時間 |
| 1.                                               | 「FACES PLACES (STRAIGHT RUN)」       | 小室哲哉 ・ MARC | 小室哲哉   | 6:27 |
| 2.                                               | 「FACES PLACES (DR. DISTORTO'S MIX)」 | 小室哲哉 ・ MARC | 小室哲哉   | 5:44 |
| 3.                                               | 「FACES PLACES (INSTRUMENTAL)」       | 小室哲哉 ・ MARC | 小室哲哉   | 6:27 |
| 合計時間:                                        | 合計時間:                             | 18:38            |            |      |

クレジット
- Produced : 小室哲哉
- Mixed : Eddie Delena
- Additional production (#2) : Robert Arbittier, Gary Adante

## 収録アルバム
FACES PLACES
- FACES PLACES
- CRUISE RECORD 1995-2000
- 8 Years ～Many Classic Moments～
- globe decade -single history 1995-2004-
- 15YEARS -BEST HIT SELECTION-
- #globe20th -SPECIAL COVER BEST-（COVER+BEST盤のみ短縮バージョンを収録）

## カバー
- Heavenz feat. 初音ミク・巡音ルカ - カバーアルバム『小室哲哉 meets VOCALOID』（2012年3月28日）
  - 小室哲哉公認のVOCALOIDカバーアルバム。

- 木村カエラ - V.A.『#globe20th -SPECIAL COVER BEST-』（2015年12月16日）に収録。
- Beverly revived globe「FACES PLACES」feat. SCHNELL from SOLIDEMO - コンピレーションアルバム『avex revival trax』(2020年4月25日配信、5月13日CDでリリース)